# Colyttus
Colyttus Thorell, 1891 è un genere di ragni appartenente alla Famiglia Salticidae.

## Distribuzione
Le due specie oggi note di questo genere sono state reperite nell'Asia sudorientale e in Indonesia.

## Tassonomia
A dicembre 2010, si compone di due specie:
- Colyttus bilineatus Thorell, 1891[2] — Sumatra, Arcipelago delle Molucche
- Colyttus lehtineni Zabka, 1985 — Cina, Vietnam